# Parafia pw. Matki Bożej Zwycięskiej i św. Jerzego w Toruniu
Parafia pw. Matki Bożej Zwycięskiej i Świętego Jerzego w Toruniu – parafia rzymskokatolicka w diecezji toruńskiej, w dekanacie Toruń II, z siedzibą w Toruniu. 
Parafia została erygowana 1 kwietnia 1976 roku, od samego początku miała podwójne wezwanie. Została ona wydzielona z parafii Chrystusa Króla. Do parafii należy kościół św. Jerzego. Pierwotnie należał on do ewangelików, po II wojnie światowej przeszedł na własność katolików. Pierwszym proboszczem parafii został ks. Stanisław Kardasz.
Po parafii należą wierni mieszkający w Toruniu przy ulicach: Bartosza Głowackiego, Chodkiewicza, Czarlińskiego, Jana Dekerta, Grudziądzka (29-109), Jana Kilińskiego, Kołłątaja, Kordeckiego, Legionów (10-108, 27-83) Lelewela, Młodzieżowa, Ogrodowa, Polskiego Czerwonego Krzyża, Piaskowa, Podgórna (12-78, 13-73a), św. Mikołaja, Wiązowa, Wybickiego (1-45, 2-48), Żelazna i Żwirki i Wigury (76-84).

## Odpust
- Matki Bożej Zwycięskiej (Różańcowej) – ipsa die[3]